# فرنسيس كوندون
فرنسيس كوندون هو قاضي ومحامي وسياسي أمريكي، ولد في 11 نوفمبر 1891 في سنترال فولز في الولايات المتحدة، وتوفي في 23 نوفمبر 1965 في بوسطن في الولايات المتحدة. نشط حزبياً في الحزب الديمقراطي. وقد انتخب عضو مجلس النواب الأمريكي ‏.